# Afrolongichneumon attenuatus
Afrolongichneumon attenuatus là một loài tò vò trong họ Ichneumonidae.